# Spretnäva
Spretnäva (Geranium divaricatum) är en näveväxtart som beskrevs av Jakob Friedrich Ehrhart. Enligt Catalogue of Life ingår Spretnäva i släktet nävor och familjen näveväxter, men enligt Dyntaxa är tillhörigheten istället släktet nävor och familjen näveväxter. Arten förekommer tillfälligt i Sverige, men reproducerar sig inte. Inga underarter finns listade i Catalogue of Life.